# Nitrobacter
Nitrobacter és un gènere de bacteris gramnegatius que formen una part molt important del cicle del nitrogen. Es tracta de bacteris nitrificants, és a dir, oxiden els nitrits (NO₂-) en nitrats (NO₃-).